# OpenEdge Advanced Business Language
OpenEdge Advanced Business Language of kortweg OpenEdge ABL is een ontwikkelingtaal en –omgeving gericht op het maken van zakelijke applicaties. De taal is bedacht en wordt onderhouden door Progress Software Corporation (PSC). De taal, doorgaans geclassificeerd als een vierde generatie programmeertaal, gebruikt een Engelsachtige syntaxis om het ontwikkelen van applicaties te vergemakkelijken. De naam is gewijzigd in 2006 van PROGRESS (of Progress 4GL) naar OpenEdge Advanced Business Language (OpenEdge ABL).
Een deelverzameling van de taal, genaamd SpeedScript, wordt gebruikt om web-applicaties in te ontwikkelen.
OpenEdge ABL helpt ontwikkelaars om snel een applicatie te ontwikkelen middels een geïntegreerde relationele database en ontwikkeltool. De gemaakte applicaties draaien op meerdere computersystemen (Unix, Windows) en bieden toegang tot een scala aan populaire gegevensbronnen (zoals XML, ODBC, etc.), zonder dat ontwikkelaars de onderliggende lagen hoeven te begrijpen.
Het gebruikt een imperatieve programmeerstijl om toegang te krijgen tot een database, in plaats van embedded (SQL) expressies. De imperatieve stijl kenmerkt zich door het gebruik van "FOR EACH" expressies en "FIND" expressies. Daarnaast is er een variatie van expressies beschikbaar om formulieren te definiëren en te gebruiken. Om binnen de expressies gebruik te kunnen maken van control flow bestaan er IF..THEN..ELSE statements en DO...WHILE statements.
OpenEdge ABL en de OpenEdge database worden door een value-added reseller gebruikt om een uniek product te genereren. Door de eenvoudige gebruikersinterface, zal de eindgebruiker de onderliggende technische lagen vaak niet eens zien.

## Versiegeschiedenis
| Jaar           | Versie |      |
| -------------- | --- | ---- |
| 1984           | 2.1 |      |
| 1984           | 2.2 R-code |      |
| 1985           | 3.0 Overlappende frames, ON & Apply, COLOR |      |
| 1987           | 4.0 Workfiles, CHOOSE |      |
| 1988           | 5.0 Fastrack, Client/Server, SQL89, federated DBs, EDITING |      |
| 1989           | 6.0 DataServers, Parameters, RESULTS report writer |      |
| 1991           | 6.3 APW, On-line back-up |      |
| 1991           | 7.0 GUI, E-D model, TT, UIB, DLL calls, Internal Procedures, word indexes, ReportBuilder |      |
| 1993           | 7.2 ODBC |      |
| 1994           | 7.3A PP |      |
| 1995           | 7.3B |      |
| 1995           | 7.3C |      |
| 1995           | 8.0A SO/ADM |      |
| 1996           | 8.0B spin, directio |      |
| 1996           | 8.1A |      |
| 1997           | Webspeed 1.0 |      |
| 1997           | 7.3E |      |
| 1997           | 8.2A AppServer (state aware en state reset), UDF, VST, DB block size |      |
| 1997           | 8.2B |      |
| 1998           | Webspeed 2.0 |      |
| 1998           | 8.2C |      |
| 1998           | 8.3A bistall/bithold, meer VST's |      |
| 1999           | 8.3B rereadnolock |      |
| 1998           | 9.0A ADM2, PUB/SUB, AppBuilder, dynamic queries, superprocedures, stateless mode, OpenClient voor Java, type I storage areas |      |
| 1999           | 9.0B |      |
| 1999           | 9.1A Integrated ABL & Webspeed, dynamic TT, Dynamics, 1st large file support, Async Appserver, DOM XML parsing, memory mapped procedure library, dynamic browser, BLOBs, socket handling 2000                                                                                                   | 8.3C |
| 2000           | 9.1B SQL92, Webclient, JMS API, AIA adapter |      |
| 2001           | 8.3D |      |
| 2001           | 9.1C WebClient Intellistream |      |
| 2002           | 9.1D nieuwe debugger, WinXP uiterlijk, SAX reader, WebClient via Internet |      |
| 2003           | 10.0A Webservices IN, state-free AppServer, ProDataSets, Type II Storage areas, OpenClient voor .NET |      |
| 2004           | 9.1E Failover clusters |      |
| 2004           | 10.0B Webservices OUT, ttmarshal, encryptie, DateTime |      |
| 2005           | 10.1A OOABL, SAX writer |      |
| 2007           | 10.1B Veel minder limieten op de DB, dubbele punt notatie, 64 bit datatypes |      |
| 2008           | 10.1C Client stack trace VST, throw/catch/finally |      |
| 2009           | 10.2A ABL GUI voor .NET, Windows 64bit |      |
| 2009           | OpenEdge Explorer |      |
| Juni 2012      | OpenEdge 11.1 release providing performance and productivity tools for the development of SaaS (software as a service) and Cloud applications. It also delivers stronger security coupled with simplified user authentication.                                                                  |      |
| Februari 2013  | OpenEdge 11.2 release provided enhanced mobility capabilities through: visual designer and UI toolkit for phone and tablet applications, REST support for the OpenEdge application server, JavaScript Data Binding support libraries, and write-once, run anywhere support for iOS and Android; |      |
| Zomer 2013     | OpenEdge 11.3 release including BPM en Business Process server |      |
| april 2020     | OpenEdge 12.2 LTS |      |
| september 2022 | OpenEdge 12.6 |      |